# Kumla socken, Närke
Kumla socken i Närke ingick i Kumla härad, uppgick 1967 i sin helhet i Kumla stad och området ingår sedan 1971 i Kumla kommun  i Örebro län och motsvarar från 2016 Kumla distrikt.
Socknens areal är 113,77 kvadratkilometer land (stadens yta inräknad). År 2000 fanns här 17 107 invånare. Tätorterna Hällabrottet, Sannahed och Åbytorp samt tätorten och kyrkbyn Kumla med sockenkyrkan Kumla kyrka ligger i socknen.

## Administrativ historik
Kumla socken har medeltida ursprung. 
Vid kommunreformen 1862 övergick socknens ansvar för de kyrkliga frågorna till Kumla församling och för de borgerliga frågorna till Kumla landskommun. Ur landskommunen utbröts 1908 en del av Hallsbergs köping och 1942 Kumla stad som landskommunen senare 1967 uppgick i och som 1971 ombildades till Kumla kommun.
1 januari 2016 inrättades distriktet Kumla, med samma omfattning som församlingen hade 1999/2000.
Socknen har tillhört fögderier, tingslag och domsagor enligt vad som beskrivs i artikeln Kumla härad.  De indelta soldaterna tillhörde Närkes regemente, Kumla kompani och Livregementets husarkår, Västernärke skvadron.

## Geografi
Kumla socken ligger kring Kumla, söder om Örebro med en rullstensås löpande från norr till söder. Socknen är slättbygd med skogsbygd i öster och väster.

## Fornlämningar
Lösfynd och två hällkistor från stenåldern är funna, liksom tre gravfält från järnåldern. En runristning är känd vid Vesta och en offerkälla, Oxöga källa vid Tynninge.

## Namnet
Namnet (1307 Kumblum') kommer från kyrkbyn. Namnet är en pluralform av kummel.

## Befolkningsutveckling
| Befolkningsutvecklingen i Kumla socken, Närke 1800–1960 | Befolkningsutvecklingen i Kumla socken, Närke 1800–1960 | Befolkningsutvecklingen i Kumla socken, Närke 1800–1960 | Befolkningsutvecklingen i Kumla socken, Närke 1800–1960 | Befolkningsutvecklingen i Kumla socken, Närke 1800–1960 |
| --- | ------------------------------------------------------- | ------------------------------------------------------- | ------------------------------------------------------- | ------------------------------------------------------- |
| |                                                         |                                                         |                                                         |                                                         |
| År |                                                         |                                                         | Folkmängd                                               |                                                         |
| 1800 | 1800                                                    |                                                         | 2 392                                                   |                                                         |
| 1810 | 1810                                                    |                                                         | 2 488                                                   |                                                         |
| 1820 | 1820                                                    |                                                         | 2 725                                                   |                                                         |
| 1830 | 1830                                                    |                                                         | 3 158                                                   |                                                         |
| 1840 | 1840                                                    |                                                         | 3 238                                                   |                                                         |
| 1850 | 1850                                                    |                                                         | 3 522                                                   |                                                         |
| 1860 | 1860                                                    |                                                         | 3 945                                                   |                                                         |
| 1870 | 1870                                                    |                                                         | 4 814                                                   |                                                         |
| 1880 | 1880                                                    |                                                         | 5 621                                                   |                                                         |
| 1890 | 1890                                                    |                                                         | 6 548                                                   |                                                         |
| 1900 | 1900                                                    |                                                         | 7 852                                                   |                                                         |
| 1910 | 1910                                                    |                                                         | 7 740                                                   |                                                         |
| 1920 | 1920                                                    |                                                         | 9 015                                                   |                                                         |
| 1930 | 1930                                                    |                                                         | 9 664                                                   |                                                         |
| 1940 | 1940                                                    |                                                         | 10 252                                                  |                                                         |
| 1950 | 1950                                                    |                                                         | 4 193                                                   |                                                         |
| 1960 | 1960                                                    |                                                         | 3 834                                                   |                                                         |
| Anm: Tabellen avser endast Kumla landsförsamling, ej staden. Kumla stad utbröts 1942. Källor: Umeå universitet - Tabellverket 1749-1859, Demografiska databasen, CEDAR, Umeå universitet |                                                         |                                                         |                                                         |                                                         |